# Wölpinghausen
Wölpinghausen er en by og kommune i det nordvestlige Tyskland med 1.600(2023) indbyggere, beliggende i Samtgemeinde Sachsenhagen under Landkreis Schaumburg. Denne landkreis ligger i den nordlige del af delstaten Niedersachsen.

## Geografi
Wölpinghausen er beliggende ved udløbere af Rehburger Berge, nordvest for Sachsenhagen, vest for byen Wunstorf, øst for Rehburg-Loccum og syd for Steinhuder Meer.
Kommunen Wölpinghausen har siden områdereformen for Niedersachsen (i 1974) været en del af Samtgemeinde Sachsenhagen og består af landsbyerne:
- Bergkirchen
- Schmalenbruch med Windhorn
- Wiedenbrügge med Buschmanns Landwehr
- Wölpinghausen med dele af Berghol og Spießingshol